# Klej anaerobowy
Klej anaerobowy, klej beztlenowy – klej wiążący po zetknięciu z metalem (w wyniku obecności jonów tego metalu) i przy braku powietrza (utwardza się w wyniku pozbawienia go kontaktu z tlenem). 
Kleje anaerobowe stosuje się głównie wtedy, gdy części łączone są sztywne, szczelina nie przekracza 0,5 mm, a jej szerokość nie jest większa niż 5 mm. Są przydatne w zabezpieczaniu gwintów, mocowaniu części współosiowych oraz do uszczelniania powierzchni.